# Karen Shahverdyan
Karen Shahverdyan (armenisch Կարեն Շահվերդյան, Karen Schahwerdjan; * 11. November 1969 in Odsun, Armenische SSR) ist ein armenischer Maler und Grafiker. Seit 1999 lebt er in Deutschland.

## Leben und Werk
Nachdem Shahverdyan von 1984 bis 1988 die Terlemesjan-Kunstschule in Jerewan (Armenien) besucht hatte, studierte Karen Shahverdyan von 1989 bis 1995 an der Staatlichen Akademie der Künste in Tiflis; abgeschlossen mit Diplom. Dort begann er 1998–99 ein fachwissenschaftliches Postgraduiertenstudium, parallel zu einem Praktikum in der Abteilung Restaurierung von Ölgemälden am Staatlichen Kunstmuseum Tbilissi.
Seine auf soliden technischen Grundlagen fußende Fähigkeit zur exakten zeichnerisch-malerischen Wiedergabe der Volumina und Stofflichkeiten unterschiedlichster Gegenstände bestimmt seither seine Bildthemen und -strategien. Sie verleiht seiner Darstellung optischer und existentieller Paradoxien absolute Plausibilität der Erscheinung: Landschaften, die sich bei näherer Betrachtung als zweigeteilt und doppelbödig entpuppen; Leinwand-und-Keilrahmen-Trompe l’œils („under cover“-Serie); profane Menschengruppen, die sich anhand versteckter Zeichen als geheimnisvoll miteinander verbunden zu erkennen geben („pentagramm …..“-Serie); in Bewegungsphasen aufgelöste Torero-Stier-Allegorien (Serie „suit of light …..“).
Karen Shahverdyan lebt und arbeitet in Darmstadt.

## Ausstellungen
- 2003: Galerie G, Heidelberg(E)
- 2003: Orangerie, Darmstadt
- 2005: Galerie Golkar, Köln
- 2005: Klingspor Museum, Offenbach, (Veranstalter: DTP AKADEMIE Rhein Main)
- 2006: ART Karlsruhe, Galerie Ulrich Gering
- 2006: Galerie Ulrich Gering, Frankfurt/M(E)
- 2006: Korea International Art Fair, Galerie Ulrich Gering
- 2007: ART Karlsruhe, Galerie G
- 2007: Evangelische Akademie Darmstadt
- 2008: Roland Berger Strategy Consultants, Frankfurt/M(E)
- 2009: pentagramm..... Galerie G, Heidelberg(E)
- 2011: Galerie Netuschil, Darmstadt
- 2011: Kunstmesse Düsseldorf, Galerie G, Heidelberg
- 2012: golkar-artprojects, Köln
- 2015: Galerie Kunstraum 69, Hanau
- 2016: ART Karlsruhe, Kunst Kompetenz Petra Kern
- 2017: ART Karlsruhe, Kunst Kompetenz Petra Kern
- 2017: Entre Nous, Kunst Kompetenz Petra Kern, Heidelberg
- 2018: ART Karlsruhe, Kunst Kompetenz Petra Kern
- 2019: ART Karlsruhe, One-Artist-Show, Kunst Kompetenz Petra Kern
- 2019: Asia Contemporary Art Show, Red Square Gallery, Hong Kong
- 2019: Contemporary Basel, Kunst Kompetenz Petra Kern
- 2019: Group Show, Skoufa Gallery, Mykonos Greece
- 2019: Kunst Kompetenz Petra Kern zu Gast in der Vergolderei Thomas Müller, Kelkheim-Taunus
- 2019: Scope Art Fair Miami Beach 2019, HG Contemporary New York
- 2020: Art Fair Mannheim, die virtuelle Kunstmesse, Kunst Kompetenz Petra Kern
- 2020: ART Karlsruhe, Kunst Kompetenz Petra Kern